# Carlo Filangieri

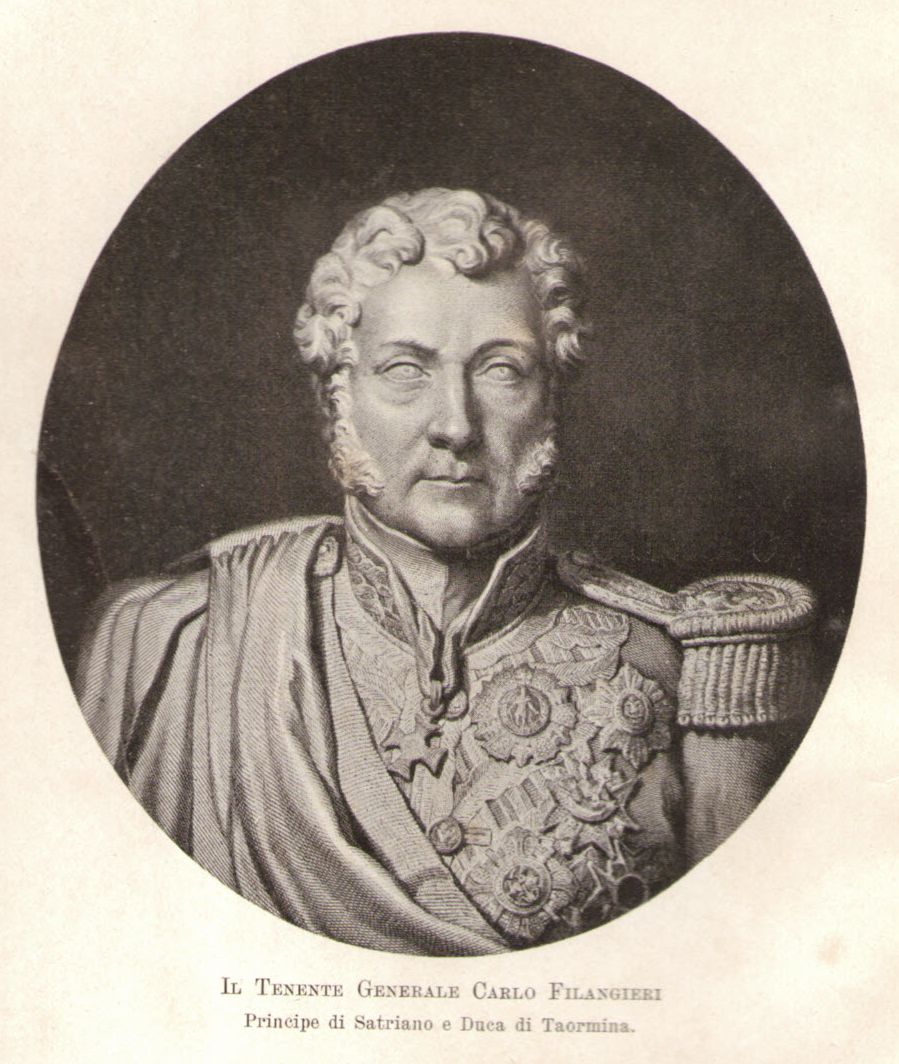

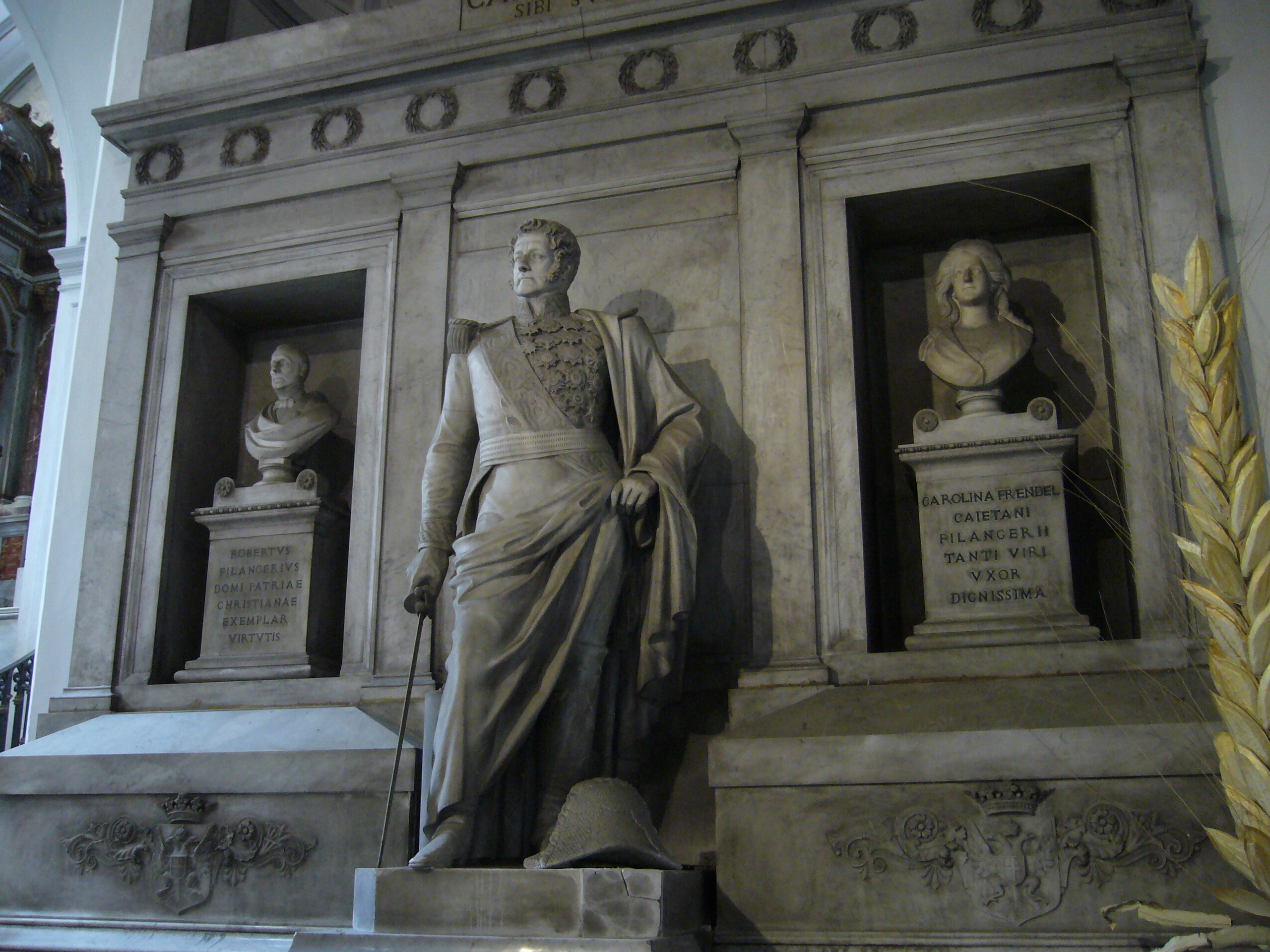
Carlo Filangieri in der Kirche Santa Maria di Piedigrotta in Neapel

Carlo Filangieri, Fürst von Satriano und Herzog von Taormina (* 10. Mai 1784 in Cava de’ Tirreni bei Salerno; † 14. Oktober 1867 in Portici) war ein italienischer General.

## Leben
Filangieri wurde als Sohn des Juristen Gaetano Filangieri geboren und trat als Leutnant in die französische Armee. Bei Austerlitz wurde er 1805 ausgezeichnet und nahm an der Belagerung von Gaëta teil. 1811 kehrte er nach Neapel zurück und wurde von Murat zum Oberst befördert. 1815 nahm er als Generaladjutant an dessen Aufstand teil. Noch von Murat zum Generalleutnant befördert wurde er unter Ferdinand I. Generalinspektor der Infanterie.
1821 nahm er am Feldzug Carrascosas in den Abruzzen teil, wurde aber 1822 abgelöst. Erst 1831 wurde er wieder in den Militärdienst aufgenommen und am 29. August 1848 von Ferdinand II. mit dem Oberbefehl gegen das aufständische Sizilien beauftragt. Er ließ Messina vom 7. bis 9. September beschießen, siegte bei Taormina, Catania und Syrakus und rückte 1849 bis vor Palermo vor. Hier stand er kurz vor der Erstürmung der Stadt, als ihn die vereinigten Engländer und Franzosen durch die erzwungene Annahme der Kapitulation daran hinderten. Am 9. Oktober 1849 wurde er zum General und Statthalter von Sizilien ernannt und ließ in dieser Stellung Milde walten. Dies machte ihn wiederum bei Ferdinand II. missliebig und so musste er 1854 zurücktreten. Am 19. März 1850 hatte ihn Friedrich Wilhelm IV. mit dem Pour le Mérite ausgezeichnet.
Franz II. beauftragte ihn am 9. Juni 1859 mit dem Vorsitz des Kabinetts und mit dem Kriegsministerium. Von diesen Ämtern trat er jedoch im November 1859 und am 7. Februar 1860 zurück.
Carlo Filangieri starb am 14. Oktober 1867 in Portici.